# Poza prawem (film 1986)
Poza prawem (oryg. Down by Law) – amerykański, czarno-biały film fabularny z 1986 roku w reżyserii Jima Jarmuscha.
W filmie wystąpili m.in. Roberto Benigni, Tom Waits i John Lurie. W filmie wykorzystano dwie piosenki Toma Waitsa z albumu Rain Dogs. Resztę muzyki skomponował John Lurie.

## Główne role
- Roberto Benigni – Roberto
- Ellen Barkin – Laurette
- John Lurie – Jack
- Tom Waits – Zack
- Nicoletta Braschi – Nicoletta
- Billie Neal – Bobbie

## Fabuła
Były DJ radiowy, alfons oraz wrażliwy na amerykańską poezję Włoch spotykają się w więziennej celi. Między Jackiem a Zackiem często dochodzi do spięć z powodu różnicy temperamentów. Ale Bob wkrótce wymyśla plan ucieczki z więzienia...